# 原田裕規
原田 裕規（はらだ ゆうき、1989年〈平成元年〉10月15日 - ）は、日本のアーティスト。

## 概要
1989年、山口県生まれ。岩国市・広島市育ち。2013年、武蔵野美術大学造形学部芸術文化学科卒業。2016年、東京藝術大学大学院美術研究科修士課程先端芸術表現専攻修了。2019年以降は断続的にハワイに滞在。

## 人物
2012年、武蔵野美術大学在学中に「ラッセン展」や「心霊写真展」を企画、議論喚起型のプロジェクトから活動を開始した。
24時間にわたり写真を見続ける「One Million Seeings」、33時間にわたり生き物の声を朗読し続ける「Waiting for」など、長尺の映像作品を発表している。
2022年以降は、広島や山口からハワイに渡った日系アメリカ人の混成文化を題材にした作品に取り組む。2023年にTERRADA ART AWARD 2023でファイナリストに選出、審査員賞（神谷幸江賞）を受賞。

## 個展[2]
- 「夢と影」（ANOMALY、2025年）
- 「原田裕規：ホーム・ポート」（広島市現代美術館、2024年）
- 「残照」（KEN NAKAHASHI、2024年）
- 「公開制作vol.4 原田裕規 ドリームスケープ」（長野県立美術館、2024年）
- 「やっぱり世の中で一ばんえらいのが人間のようでごいす」（日本ハワイ移民資料館、2023年）
- 「KAATアトリウム映像プロジェクト」（KAAT 神奈川芸術劇場、2023年）
- 「Shadowing」（THE POOL、2022年）
- 「Waiting for」（KEN NAKAHASHI、2022年）
- 「どこかで？ゲンビ ビデオアート編 原田裕規」（広島市現代美術館・鶴見分室101、2022年）
- 「Unreal Ecology」（京都芸術センター、2022年）
- 「アペルト14 原田裕規 Waiting for」（金沢21世紀美術館、2021年）
- 「One Million Seeings」（KEN NAKAHASHI、2019年）
- 「写真の壁：Photography Wall」（原爆の図 丸木美術館、2019年）
- 「心霊写真 / マツド」（山下ビル、2018年）
- 「心霊写真 / ニュージャージー」（Kanzan Gallery、2018年）

## 収蔵[2]
- 金沢21世紀美術館、石川
- 京都国立近代美術館、京都
- 東京都写真美術館、東京
- 広島市現代美術館、広島
- 日本ハワイ移民資料館、山口
- 熊本市現代美術館、熊本

## 著作
- 作品集『原田裕規：ホーム・ポート』フィルムアート社、2025年
- 編著『ラッセンとは何だったのか？［増補改訂版］』フィルムアート社、2024年
- 単著『評伝クリスチャン・ラッセン　日本に愛された画家』中央公論新社、2023年
- 単著『とるにたらない美術　ラッセン、心霊写真、レンダリング・ポルノ』ケンエレブックス、2023年
- アートワーク『広告 Vol.414（特集：著作）』博報堂、2020年
- 編著『ラッセンとは何だったのか？　消費とアートを越えた「先」』フィルムアート社、2013年